# Pumpspeicherkraftwerk Schweich
Das Pumpspeicherkraftwerk Rio (auch bezeichnet als Pumpspeicherkraftwerk Schweich oder Pumpspeicherkraftwerk Mosel) ist ein in Planung befindliches Pumpspeicherkraftwerk mit 300 MW Leistung zwischen Schweich, Longen, Mehring und Ensch im Landkreis Trier-Saarburg in Rheinland-Pfalz. „Rio“ ist der Arbeitstitel des Bauherrn, der Stadtwerke Trier mit ihrer Gesellschaft SWT PSKW-Rio GmbH, und erinnert an die Klimaschutzkonferenz von Rio de Janeiro von 1992.
Das Projekt beinhaltet zwei Speicherbecken mit je ca. 6 Millionen Kubikmetern Inhalt und 45 bis 70 Hektar Wasserfläche (nach anderen Quellen 20 bis 30 Hektar). Sie haben einen Höhenunterschied von 200 m. Das obere Becken soll am Mehringer Berg und Hummelsberg liegen, das untere Becken im Kautenbachtal. Für die Erstfüllung wird Wasser aus der Mosel entnommen.
Die beiden Speicherbecken sind mit Rohrleitungen miteinander verbunden. In einer unterirdischen Kaverne steht ein Wasserkraftwerk mit Turbinen und Pumpen. In Zeiten von Energieüberschuss soll Wasser aus dem unteren Becken in das obere gepumpt werden, um es dort zu speichern und bei erhöhtem Energiebedarf wieder abzulassen, wobei mit den Turbinen und Generatoren Strom erzeugt wird.
Das Pumpspeicherkraftwerk dient vor allem der Stromversorgung von rund 500.000 Menschen in den Landkreisen Trier-Saarburg und Bernkastel-Wittlich, dem Eifelkreis Bitburg-Prüm, der Vulkaneifel und der Stadt Trier. 
Die gesamten geplanten Baukosten belaufen sich auf 450 Millionen Euro. An dem Projekt sind die Stadtwerke Trier mit 70 % und die juwi-Gruppe mit 30 % beteiligt. Im Oktober 2017 legten die Stadtwerke Trier das Projekt vorerst auf Eis; die Planungen sollen fortgesetzt werden, wenn die Investitionsbedingungen für Energiespeicher wieder besser sind.
Ganz in der Nähe wurde in den 1960er/1970er Jahren das Pumpspeicherkraftwerk Schleicherberg mit einer Leistung von 700 MW geplant, das jedoch nie realisiert wurde.